# 京橋パーキングエリア
京橋パーキングエリア（きょうばしパーキングエリア）は、兵庫県神戸市中央区新港町にある阪神高速道路3号神戸線上のパーキングエリア。1978年1月に、阪神高速道路で初のPAとして設置された。神戸市の中心街三宮の近くにあるPAである。京橋出入口と併設されている。
このPAは駐車場以外は上り線（東行き）、下り線（西行き）の施設を相互利用することができる。上り線の施設が1階、下り線の施設が3階（下り線車椅子用トイレは2階）である。

## 道路
- 阪神高速3号神戸線

## 施設

### 上り線・東行き（西宮・大阪方面）
- 駐車場
  - 大型21台
  - 小型61台
  - 身障者用1台

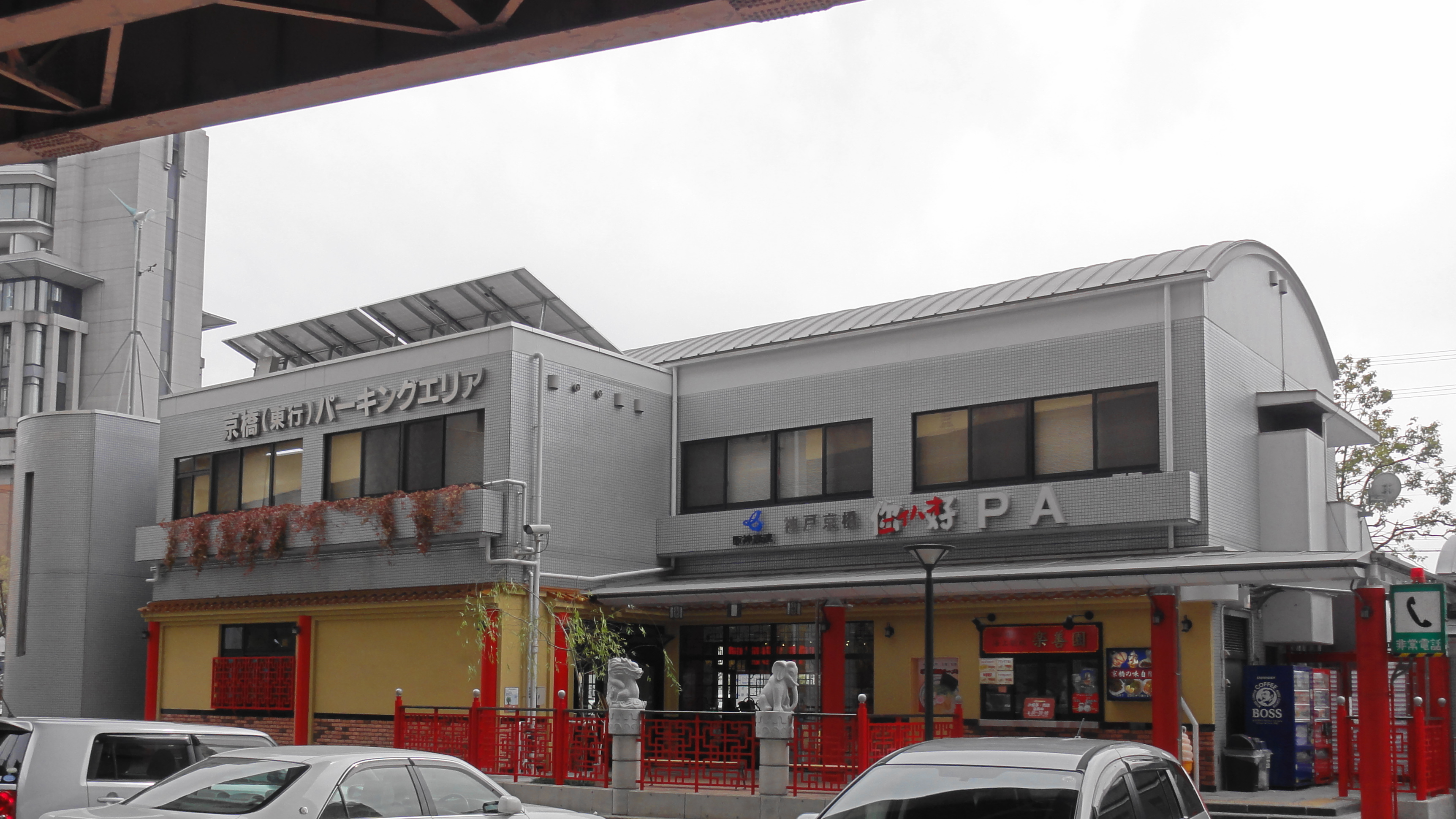
1階・東行き施設

- レストラン（海上明珠 楽善園、8:00 - 20:00）
- 売店（8:00 - 20:00）
- トイレ 男3（和0・洋3）・小7 女7（和0・洋7）・同伴の男児用1 多機能1
- 無料休憩所
- 自動販売機
- 道路情報ターミナル
- インフォメーション（9:00 - 17:00）
- 公衆無線LAN (FREESPOT)

### 下り線・西行き（姫路・淡路・徳島方面）
- 駐車場
  - 大型20台
  - 小型68台
  - 身障者用2台

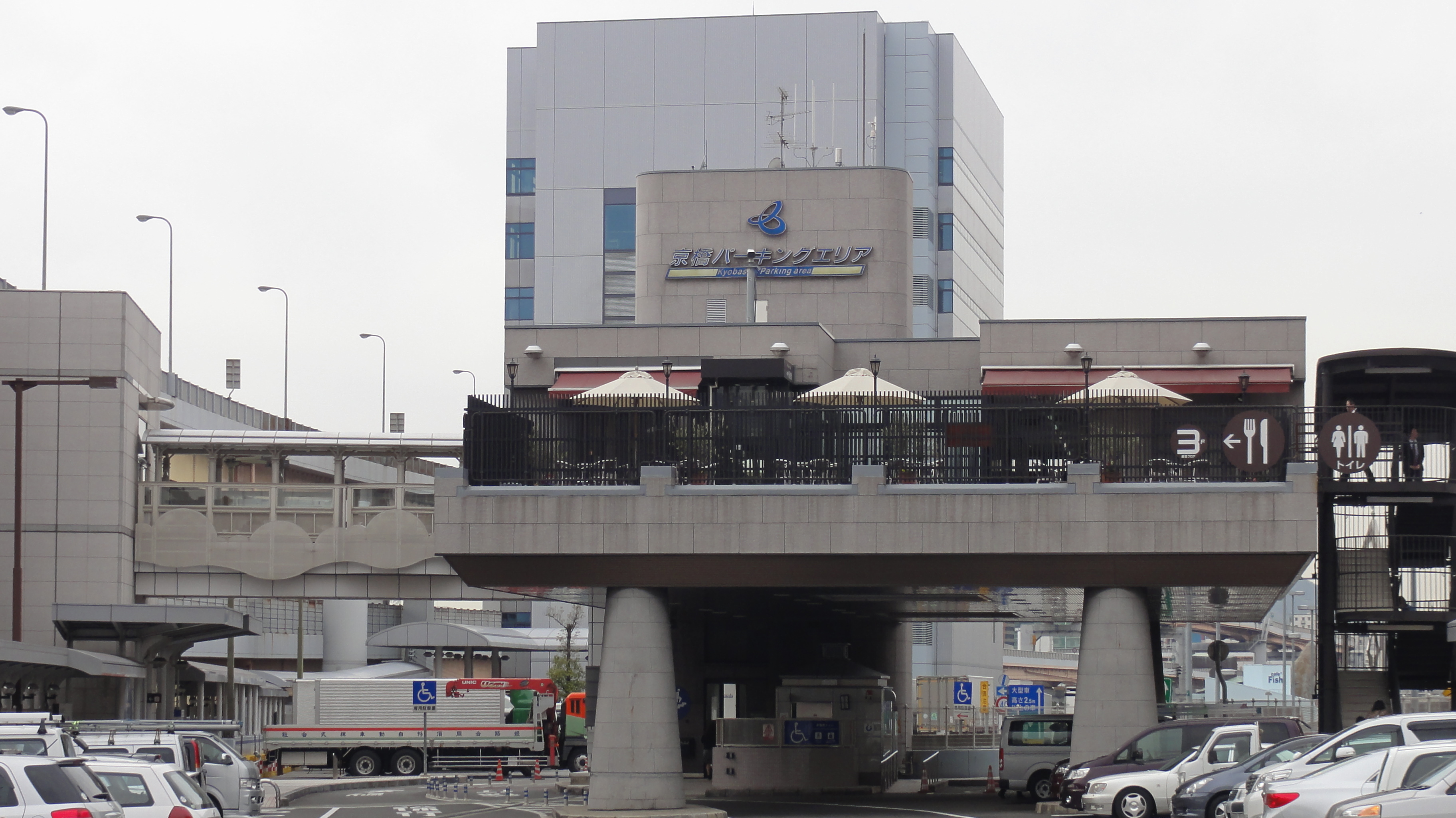
2階・西行きの駐車場、3階・西行き施設

- レストラン（神戸6番館、7:30 - 19:30）
- 売店（7:30 - 19:30）
- トイレ 男4（和0・洋4）・小6 女6（和0・洋6）・同伴の男児用1 多機能1（2階）
- 無料休憩所
- 自動販売機
- テレビ

## 隣
阪神高速3号神戸線
(3-16)生田川出入口 - (3-17,3-18)京橋出入口/PA - (3-19,3-20)柳原出入口